# Tessère d'Athéna
Athena Tessera
Pour les articles homonymes, voir Athéna.
La tessère d'Athéna (désignation internationale : Athena Tessera) est un terrain polygonal situé sur Vénus dans le quadrangle de Ganiki Planitia. Il a été nommé en référence à Athéna, déesse grecque de la sagesse.